# Desembarcament de soldats procedents de Cuba
Desembarcament de soldats procedents de Cuba es un dibuix al carbonet sobre paper de 38,4 x 55,4 cm del pintor català Lluís Graner i Arrufí (1863-1929). Es troba als fons del Museu Nacional d'Art de Catalunya a Barcelona, amb el número d'inventari 026775-D i procedent de l'adquisició l'any 1911 de la col·lecció Casellas.

## Història
Realitzat l'any 1898, representa el retorn o desembarcament dels soldats espanyols vençuts en la Guerra hispano-estatunidenca, coneguda popularment com la Guerra de Cuba i que va tenir, com a conseqüència posterior mitjançant els acords de París del 10 de desembre de 1898, que els Estats Units adquirís Cuba, Filipines, Puerto Rico i Guam.